# Les Disques Bien
Les Disques Bien est un label de musique indépendant et coopératif, créé en 2005 à l'initiative d'artistes qui souhaitent satisfaire des besoins que l'industrie traditionnelle du disque ne parvient plus à combler, en apportant au public des disques garantis de haute qualité technique et artistique, malgré leur modicité. 
Le label fonctionne essentiellement selon deux principes : le centre nodal et décisionnaire est constitué par les artistes eux-mêmes, qui doivent se prononcer à l'unanimité pour qu'une nouvelle signature soit entérinée. Quand un artiste veut sortir un album, aucune pression n'est exercée par le label afin de lui faire améliorer son œuvre, le mieux étant l'ennemi du Bien. L'artiste décide donc seul du contenu de son disque Bien. Le label bénéficie d'une résidence mensuelle sur les ondes de Radio Campus Paris. Les sorties du label sont distribuées par Abeille Musique. Le label a bénéficié d'une couverture dans les médias spécialisés et nationaux par l'intermédiaire des sorties entre autres de La Pompe Moderne (ex The Brassens),, d'Emmanuelle Parrenin ou  Tante Hortense par exemple.

## Discographie
1. Flóp - Le Revenu (2005)
2. Tante Hortense - Mieux (2005)
3. The Brassens - Plus dur, plus vite, plus fort (2006)
4. La Pompe Moderne - Plus dur, meilleur, plus rapide, plus fort (2007)
5. Jim Yamouridis - Travelling Blind (2008)
6. François Tarot - La jeune fille dans sa chambre (2008)
7. Flóp - Flóp et Tout Le Tremblement (2009)
8. French - Bi (2009)
9. Tante Hortense - Plus cher (2009)
10. La Pompe Moderne - Greatest Hits (CD Live) (2009)
11. M-Jo - Mes propriétés (2010)
12. Emmanuelle Parrenin - Maison Cube (2011)
13. Tante Hortense et Revista do Samba - Hortênsia du Samba (2011)
14. Antoine Loyer - Poussée anglaise (2011)
15. Blair et le Peuple de gauche - La Pantomime des bouffons (2012)
16. SuperBravo - A Space Without Corner (2011)
17. François Tarot - Guenersey (2015)
18. François Tarot - Jersey (2015)
19. M-Jo et Flóp - Idiots de nous deux (2015)
20. Flóp - Autre chose (2018)
21. François Tarot - La Tour sans fin (2019)